# Route nationale 6 (Roumanie)
Pour les articles homonymes, voir Route nationale 6.
La DN6 (Drumul Național 6) est une route nationale en Roumanie qui relie Bucarest à la partie ouest du pays jusqu'à Cenad à la frontière hongroise.
Près de la ville de Drobeta-Turnu Severin, elle longe en partie la gorge des Portes de Fer du Danube.